# Hallescher Machtspruch
Der Hallesche Machtspruch war ein Machtspruch eines fürstlichen Schiedsgerichts, mit dem am 11. Dezember 1445 im Kloster Neuwerk bei Halle an der Saale die Streitigkeiten um die Aufteilung der wettinischen Ländereien entschieden wurden.

## Hintergrund
Nach dem Tod von Friedrich IV. entstanden zwischen seinen Neffen Friedrich II. und Wilhelm III. Uneinigkeiten über die Aufteilung der wettinischen Lande, insbesondere die Landgrafschaft Thüringen, die schließlich zur  Altenburger Teilung führten.
Auf Grund fortgesetzter Streitigkeiten über die Gebietsaufteilung kamen im Dezember 1445 Erzbischof Friedrich von Magdeburg, Markgraf Friedrich II. von Brandenburg und Landgraf Ludwig I. von Hessen im Kloster Neuwerk als Schiedsrichter zusammen und entschieden über die endgültige Vergabe. Friedrich II. erhielt den Kurkreis und die östlichen Teile Sachsens (Meißen, Altenburg, Burgau und Zwickau), seinem Bruder Wilhelm fielen Thüringen und die fränkischen Besitztümer zu, Freiberg sollte von beiden gemeinsam regiert werden.
Trotz Anerkennung des Schiedsspruchs durch König Friedrich III. eskalierte der Streit dennoch bis zum Sächsischen Bruderkrieg und erst nach dem Naumburger Frieden willigten beide Seiten 1451 in die neue Aufteilung ein.